# Coryphantha recurvata
Coryphantha recurvata ist eine Pflanzenart in der Gattung Coryphantha aus der Familie der Kakteengewächse (Cactaceae). Das Artepitheton recurvata stammt aus dem Lateinischen, bedeutet ‚zurückgebogen‘ und verweist auf die Anordnung der Dornen. Englische Trivialnamen sind „Golden-Chested Beehive Cactus“, „Recurved Cory-Cactus“ und „Recurved-Spine Pincushion“.

## Beschreibung
Coryphantha recurvata bildet oft Gruppen, die aus bis zu 50 Trieben bestehen. Die kugelförmigen bis kurz zylindrischen, grünlich blauen Triebe erreichen bei Durchmessern von 7 bis 15 Zentimetern Wuchshöhen von 10 bis 20 Zentimetern. Die Triebe sind häufig durch die dichte Bedornung verdeckt. Es werden Pfahl- oder Faserwurzeln ausgebildet. Die bis zu 10 Millimeter langen zylindrischen bis konischen Warzen sind an ihrer Basis rhomboid. Die Axillen sind kahl. Die ein bis selten zwei Mitteldornen, die auch fehlen können, sind anfangs gelb, vergrauen später und besitzen eine rötliche Spitze. Sie sind abwärts gebogen bis abstehend, wenig abgeflacht und 1,2 bis 1,7 Zentimeter lang. Die 17 bis 20 kammförmigen, abgeflachten, in einem niedrigen Bogen gebogenen Randdornen greifen ineinander. Sie sind gelb bist grau, weisen eine dunklere Spitze auf und sind bis zu 1,2 Zentimeter lang.
Die gelben Blüten besitzen einen dunkleren Mittelstreifen und erreichen Längen von 2,5 bis 3,5 Zentimetern. Die Früchte sind grün.

## Verbreitung, Systematik und Gefährdung

Verbreitungskarte

Coryphantha recurvata ist in den Vereinigten Staaten im Bundesstaat Arizona sowie den mexikanischen Bundesstaaten Sonora und Durango verbreitet.
Die Erstbeschreibung als Mammillaria recurvispina durch George Engelmann wurde 1856 veröffentlicht. Der Name ist jedoch nach Artikel 53.1 des Internationalen Codes der Botanischen Nomenklatur ungültig, da vor ihm bereits Willem Hendrik de Vriese 1839 eine Art so benannt hatte. Als Engelmann davon erfuhr, änderte er den Namen der Art in Mammillaria recurvata. Nathaniel Lord Britton und Joseph Nelson Rose stellten die Art 1923 in die Gattung Coryphantha.
Weitere Synonyme sind Cactus recurvatus (Engelm.) Kuntze (1891), Cactus engelmannii Kuntze (1891) und Mammillaria nogalensis Runge ex K.Schum. (1898).
Es werden folgende Unterarten unterschieden:
- Coryphantha recurvata subsp. recurvata
- Coryphantha recurvata subsp. canatlanensis Dicht & A.Lüthy

In der Roten Liste gefährdeter Arten der IUCN wird die Art als „Least Concern (LC)“, d. h. als nicht gefährdet geführt. Die Unterart wurde nicht separat bewertet.

## Nachweise